# Кузнецовка (Русско-Полянский район)
Кузнецовка — упразднённая деревня в Русско-Полянском районе Омской области. Входила в состав Розовского сельского поселения. Исключена из учётных данных в 1950-е годы, население переселено в деревню Розовка.

## География
Располагалась в 5 км к востоку от поселка Русская Поляна.

## История
Основано в 1905 году немецкими переселенцами из Причерноморья на переселенческом участке Баки-Чилик. До 1917 года лютеранское село Кузнецовской (затем Розовской) волости Омского уезда Акмолинской области. Лютеранский приход Омск. После революции центр Кузнецовского сельсовета. В разные годы в деревне располагались начальная школа, школа-семилетка, детдом.

## Население
По данным на 1909 г. в деревне проживало 498 человек.